# Arnaldo Faria de Sá
Arnaldo Faria de Sá GOMM • GOIH (São Paulo, 30 de dezembro de 1945 — São Paulo, 16 de junho de 2022) foi um radialista e político brasileiro filiado ao Progressistas (PP). Foi deputado federal por São Paulo por oito mandatos, compondo, além do PP, os atuais Partido Trabalhista Brasileiro (PTB), Partido Trabalhista Cristão (PTC) e Democratas (DEM), e o antigo Partido Progressista Reformador (PPR). Foi vereador de São Paulo de 1 de janeiro de 2021 até sua morte.

## Biografia
Conhecido por suas opiniões e posturas polêmicas e conservadoras, tornou-se famoso aos olhos do grande público como comentarista político do jornalístico Record em Notícias (1973–1996), popularmente chamado de Jornal da Tosse, a partir de 1978.

### Câmara dos Deputados
Ingressou na atividade parlamentar ao ser eleito deputado federal constituinte pelo Partido Trabalhista Brasileiro (PTB) em 1986. No ano seguinte, foi admitido no grau de Grande-Oficial à Ordem do Infante D. Henrique de Portugal. Pelo recém-fundado Partido da Juventude (PJ) candidatou-se, nas eleições de 1988, à vice-prefeitura de São Paulo dentro da chapa de Paulo Maluf (PDS). Ambos seriam derrotados por Luiza Erundina (PT), política que, por sua vez, se converteria em um dos principais alvos de suas críticas no Record em Notícias.
O PJ acabou se tornando o embrião do Partido da Reconstrução Nacional (PRN), fundado em 1989 para subsidiar a candidatura de Fernando Collor de Melo à presidência da República. Arnaldo Faria de Sá seria um dos principais coordenadores de sua campanha no estado de São Paulo e, quando da vitória e posterior posse de Collor em 15 de março de 1990, se tornaria o vice-líder de seu governo na Câmara dos Deputados (o líder, em um primeiro momento, era Renan Calheiros). Rompeu com Collor em 1991, saindo então do PRN e filiando-se ao PFL e pouco tempo depois ao PPB. Ocupou o cargo de Secretário Municipal de Esportes, Lazer e Recreação de São Paulo entre 1993 e 1994 durante a administração de Paulo Maluf. Preencheu ainda o cargo de Secretário de Governo da Prefeitura Municipal de São Paulo em 2000, no momento de maior crise dentro da gestão de Celso Pitta. Membro da Frente Parlamentar de Entidades Civis e Militares em Defesa da Previdência Pública, destaca-se pela experiência no que toca ao regimento da Câmara Federal, e na defesa de aposentados.
Em 2004, Faria de Sá foi admitido pelo presidente Luiz Inácio Lula da Silva ao grau de Grande-Oficial especial da Ordem do Mérito Militar.
Foi eleito deputado federal em 2014, para a 55.ª legislatura (2015-2019), pelo PTB. Votou a favor do Processo de impeachment de Dilma Rousseff. Já durante o Governo Michel Temer, votou contra a PEC do Teto dos Gastos Públicos. Em abril de 2017 foi contrário à Reforma Trabalhista. Em agosto de 2017 votou a favor do processo em que se pedia abertura de investigação do então presidente Michel Temer.
Em março de 2018, deixou o PTB, por divergência ao comando do partido. Ingressou posteriormente no Partido Progressista. Após 8 mandatos consecutivos, não conseguiu a reeleição em 2018.

## Dirigente esportivo
Foi presidente da Associação Portuguesa de Desportos entre 1990 e 1993, período no qual o clube ganhou a Copa São Paulo de 1991 e revelou o craque Dener.

## Morte
Morreu à 16 de junho de 2022, aos 76 anos, ele enfrentava uma leucemia há 10 anos e estava internado no Hospital Vila Nova Star com Covid-19.